# Język digo
Język digo (chidigo) – język z rodziny bantu, używany w Kenii i Tanzanii, liczba mówiących w Kenii wynosiła według spisu z roku 1980 ok. 132 tys., w Tanzanii według spisu z roku 1972 ok. 30 tys. W 2004 roku całkowitą liczebność ludu Digo oszacowano na ok. 360 tys. osób – większość prawdopodobnie posługuje się też językiem digo.